# Stoney (Volk)

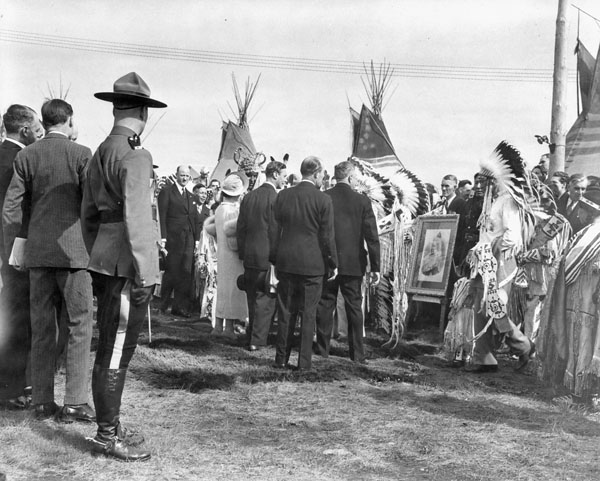
„Their Majesties greet chieftains of the Stoney Indian Tribe, who have brought a photo of Queen Victoria.“

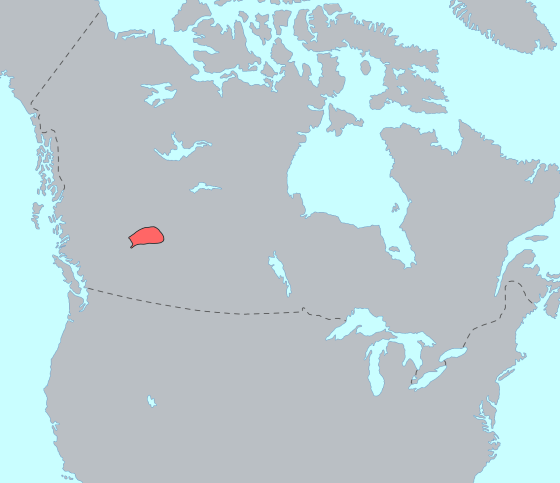
Stoney-Sprache

Die Stoney (auch Stoney Nation, Nakoda Nation oder Stoney Nakoda Nation) sind eine First Nation in der kanadischen Provinz Alberta. Sie sind eng mit den Assiniboine (auch bekannt als Stone Sioux) verwandt und bezeichneten sich oft selbst als Iyethkabi oder Îyârhe Nakodabi (‘Rocky Mountain People’, meist falsch als ‘Stone Sioux’ wiedergegeben), daher werden sie oft mit den ebenfalls als ‘Stone Sioux’ bezeichneten Assiniboine verwechselt. Sie selbst bezeichneten sich (und waren hierfür bei benachbarten Stämmen bekannt) als Wapamakθé (Wapamathe oder Wa-p-a-muk-kthey – ‘Head Decapitators’), da sie jeden Eindringling in ihr Stammesgebiet erbittert bekämpften.
Oft bezeichneten sie sich selbst auch als Yéθkabi (Yéθka oder Iyéθka – ‘Those Without Blemish’ – ‘Diejenigen ohne Makel’).
Ihr Stammesgebiet lag nördlich und westlich der Assiniboine auf den kanadischen Prärieprovinzen und in den Ausläufern der Rocky Mountains und reichte vom Süden British Columbias und dem westlichen Alberta bis ins nördliche Montana und Idaho.

## Gruppen der Stoney
Die Stoney sind Nachfahren einzelner Gruppen der Woodland und Plains Assiniboine (oder Nakota), die auf Grund mehrerer schwerer Epidemien gegen 1744 sich in die Rocky Mountains und Wälder im äußersten Nordwesten geflüchtet hatten. Wie viele Gruppen der Assiniboine hatten auch diese oftmals unter Plains und Woodland Cree geheiratet und sprachen Cree fließend. Zudem gehörten ihnen auch viele Métis an sowie auch einige nordwärts gewanderte Lakota und Dakota.
Einige Assiniboine in Saskatchewan und Montana bezeichnen die Stoneys daher auch als Lost Tribe der Assiniboine. Die Assiniboine nannten die nach Westen gezogenen Gruppen der Stoney Te'ha Nakota (‘Far Away Assiniboine’ – ‘Weit weg lebende Assiniboine’).
Die Stoney unterteilten sich geographisch und kulturell in zwei Stammesgruppen (engl. division) mit verschiedenen Dialekten, die wiederum in mehrere Gruppen (engl. bands) unterteilt waren:
- Wood Stoney (Chan Tonga Nakoda- Big Woods People – „Volk der großen Wälder“) – auch Swampy Ground Assiniboine („Assiniboine des Sumpflandes“) oder Grand River Assiniboine („Assiniboine entlang des/der großen Flusses/Flüsse“) – nördliche Gruppe[8]
  - Alexis' band (Stoney, Métis, Woodland Cree)
  - Paul’s band (Daneẕaa, Stoney, Woodland Cree, Irokesen)
- Mountain Stoney (Ye Xa Yabine Nakoda oder Hebina – Rock Mountain People – „Volk der Rocky Mountains“) – auch Strong Wood Assiniboine oder Thickwood Assiniboine („Assiniboine der dichten Wälder“) – südliche Gruppe[9]
  - Wesley's (Goodstoney's) band (lebten zwischen North Saskatdrewan und Athabasca River) (Stoney, Plains Cree, Métis, Kutenai)
  - Chiniki's band (lebten zwischen North Saskatchewan und Bow River) (Métis, Stoney, Rocky / Mountain Cree, Secwepemc, Kutenai)
  - Bearspaw's band (lebten zwischen dem Bow River südwärts bis nach Montana) (Stoney, Cree)
  - Sharphead's band (Chipos Ostikwan's Nakoda, Wolf Creek Stoney oder Pigeon Lake Stoney, oft auch als Plains Assiniboine bezeichnet, streiften auf den Kootenay Plains sowie zwischen dem Red Deer River im Süden bis zum Pigeon Lake im Norden) (Stoney, Métis)

## Stammesgebiete und Lebensweise
Die Unterscheidung zwischen den beiden Stammesgruppen der Stoney war primär eine ökologische und geographische.

### Wood Stoney
Die Wood Stoney bewohnten die Wald- und Seen-Regionen westlich von Edmonton, vom Little Smokey River (Osoda Wa-pta – ‘Smoky River’) im Norden, südwärts entlang der Oberläufe des Athabasca, McLeod, Pembina, Brazeau (Ožadé Tãga – ‘The Big Fork’) und North Saskatchewan Rivers im Süden und wanderten ostwärts bis zum Lac Ste. Anne (Waka Mne – ‘God's Lake’) und Pigeon Lake.
Die Wood Stoney lebten vom Frühjahr bis Frühherbst vom Fischen, Fallenstellen und der Jagd auf Wasservögel, Kleinwild (Bibern, Bisamratten, Stachelschweinen) sowie auf Wild (Wapiti, Hirsche, Dickhornschafe, Schneeziegen), ergänzt durch das Sammeln von Früchten, Beeren und Wurzeln. Südöstliche Gruppen der Wood Stoney, die am Rande der Plains lebten, gingen auch der Bisonjagd auf den Plains von Alberta nach.

### Mountain Stoney
Die Mountain Stoney lebten in den Bergausläufern entlang der Rocky Mountains südlich von Rocky Mountain House entlang den Oberläufen des North Saskatchewan River, Clearwater, Red Deer, Ghost, Bow, Jumpingpound, Sheep, Highwood, Pekisko und bis zur Wasserscheide des Oldman River. Ihre Jagd- und Streifgebiete erstreckten sich noch weiter nach Süden und Westen in die Bergregionen entlang des Kootenay, Columbia (Čã-okiyé Wa-pta – ‘Permanent Tipi-like Structure River’) und Milk River im Südwesten British Columbias, im Norden von Idaho und bis nach Tobacco Plains (Ĩdukabi Tĩda – ‘tobacco plains’) und Chief Mountain (Hũga Baha – ‘Chief Hill’) im Norden Montanas sowie ostwärts bis zu den Cypress Hills (Wotawa Baha – ‘War Standard Hill’) im Süden Saskatchewans.
Die Sharphead's band (auch oft Plains Assiniboine genannt) streifte meist östlich der Rocky Mountains auf den Kootenay Plains sowie zwischen dem Red Deer River im Süden bis zum Pigeon Lake im Norden. Sie unterhielt durch ihre Streifzüge auf die nordwestlichen Plains besonders enge Kontakte zu den Plains Cree und Plains Assiniboine, mit denen sie oft gemeinsame Bisonjagden sowie Kriegszüge gegen feindliche Stämme unternahm.
Die Mountain Stoney jagten hingegen meist Großwild (Dickhornschafe, Hirsche, Elche, Waldbisons), ergänzten ihre Nahrungsbasis ebenfalls durch Bisamratten, Stachelschweine und Biber sowie durch das Sammeln von Früchten, Beeren und Wurzeln. Da die Mountain Stoney mehr Pferde besaßen als ihre nördlichen Verwandten waren sie mobiler und glichen sich der Lebensweise auf den Plains immer mehr an. Besonders für die südlichen Gruppen in Montana und Idaho als auch für Sharphead's band stellte die Bisonjagd bald eine der Hauptquellen für den Nahrungserwerb dar. Im Gegenzug zu benachbarten Plains-Stämmen blieb der Fisch weiterhin für die Stoney bedeutend.

## Geschichte
Die Stoney waren auf den Nordwestlichen Plains Verbündete der Plains Ojibwa, Plains Cree sowie der Assiniboine. Dies hatte zur Folge, dass sie Feinde der Blackfoot, der Gros Ventre, der Sarcee sowie der übrigen Sioux (Lakota, Yankton, Yanktonai und Dakota) waren. Anfang des 18. Jahrhunderts schlossen die Mountain Stoney mit den Secwepemc (engl. Shuswap) und Kutenai Frieden und gliederten sie somit in das große Netzwerk der Cree-Konföderation (oder Nehiyaw-Pwat) ein.
Auf der Höhe ihrer Macht zu Beginn des 19. Jahrhunderts kontrollierten die Blackfoot und ihre Verbündeten, die Gros Ventre und Sarcee, ein Gebiet vom North Saskatchewan River bis zum Oberlauf des Missouri River im Süden. In den folgenden Jahren konnten immer mehr verbündete Stoney, Assiniboine und Plains Cree ins Territorium der Blackfoot-Konföderation vordringen, so dass sich die Piegan gezwungen sahen, in die Region des Missouri auszuweichen, die Kainai zogen sich bis zum Bow River und Belly River zurück, einzig die Siksika konnten ihre Gebiete entlang des Red Deer River verteidigen.
Die Stoney hatten ab ca. 1770 reguläre Kontakte zu den rivalisierenden Handelskompanien der Hudson’s Bay Company und North West Company, mit denen sie Pelze, Fleisch und Pemmikan gegen europäische Güter (metallene Kessel, Besteck, Gewehre, Alkohol, Kleidung) tauschten. Die Hudson’s Bay Company errichtete Fort Edmonton als Handelspunkt für die Plains Cree und benachbarte Stämme wie den Wood Stoney und der Sharphead's band der Mountain Stoney. Die North West Company hingegen errichtete für die Gruppen der Mountain Stoney eine Handelsstation in der Nähe von Rocky Mountain House. Die Stoney waren gegenüber den Weißen meist friedlich gesinnt und boten sich in den folgenden Jahren den europäischen Händlern und Entdeckungsreisenden oft als Führer und bewaffnete Eskorte zu deren Schutz an. Die ersten Weißen wirkten wegen ihrer Bärte und Schnurrbärte auf die Stoney oft mürrisch und ernst, so dass sie diese als Wasi ja – ‘die Trauernden’ oder ‘die Klagenden’ bezeichneten.
Doch durch die vermehrten Handelskontakte kam es immer wieder zu schweren Epidemien. 1786 traf die Region eine erste Pockenepidemie, der vielleicht die Hälfte der Plains Cree zum Opfer fiel. 1835 brach entlang des Athabasca und Peace River eine Grippeepidemie aus, der viele Wood Stoney, Woodland Assiniboine und Woodland Cree zum Opfer fielen. 1838 folgte eine ebenso heftige Epidemie, so dass die Zahl der Plains Cree wohl um fünf Sechstel, wenn nicht mehr zurückging. Um 1780 gab es gemäß Schätzungen zwischen 6.000 und 10.000 Assiniboine, zwischen 1836 und 1839 starben rund 4.000 Stammesangehörige (zwischen der Hälfte und zwei Drittel) an den Pocken. Die Stoney zogen sich daraufhin noch tiefer in die Wälder und Berge ihres Gebietes zurück und suchten in der Abgeschiedenheit laut ihren Überlieferungen Schutz vor den Seuchen.
Da alle Stämme (auch die Blackfoot, Sarcee, Gros Ventre u. a.) von den Pocken und anderen Epidemien dezimiert worden waren, stellte sich schnell wieder ein Machtgleichgewicht her – jedoch konnten die Assiniboine niemals wieder ihre dominante Stellung erlangen.
Wie alle Plainsstämme, so waren auch die Plains Cree von der Bisonjagd abhängig, leider waren diese ab 1850 nur noch auf dem Gebiet der feindlichen Blackfoot zu finden, so dass die Cree 1870 gegen die durch die Pocken geschwächten Blackfoot Krieg führten; doch unterlagen sie bei Fort Whoop-Up (nahe Lethbridge) und verloren über 300 Krieger. Daraufhin mussten sie im darauffolgenden Jahr mit den Blackfoot Frieden schließen, um nicht verhungern zu müssen.
1851 unterzeichneten die Assiniboine ihren ersten Vertrag mit den Vereinigten Staaten und wurden in Reservate eingewiesen. In den Jahren 1874 bis 1876 schlossen Kanada, die Cree und ihre Verbündete mehrere der so genannten Numbered Treaties, genauer gesagt die Treaties No. 4, 5 und 6. Die Alexis, Paul und Sharphead-Gruppen der Wood Stoney unterzeichneten 1876 den Treaty 6 und wurden in Reservate westlich von Edmonton umgesiedelt. Im Jahr 1877 wurde den Mountain Stoney, unter der Führung der Häuptlinge Jacob Bearspaw, Jacob Goodstoney und John Chiniki (oder Chiniquay), im Treaty 7 von Blackfoot Crossing von der britischen Krone Unabhängigkeit zugesichert – trotzdem mussten diese in Reservate westlich von Calgary ziehen.

## Heutige Situation

### First Nations der Stoney
Die meisten der heute ca. 9000 Stammesmitglieder der Stoney (Stand: Oktober 2012) leben in fünf größeren Reservaten im Südwesten von Alberta: die ca. 5200 Nachfahren der Mountain Stoney gehören heute der Stoney Nakoda First Nation an, die ca. 3.800 Nachfahren der Wood Stoney bilden die heutigen Alexis Nakota Sioux Nation und Paul First Nation und leben in mehreren Reservaten westlich von Edmonton:
Wood Stoney
- Alexis Nakota Sioux Nation[16] (die First Nation besteht meist aus Stoney sowie Métis und Woodland Cree, ca. 72 km nordwestlich von Edmonton, entlang des Lac Ste. Anne (Wakamne – ‘God's Lake’, die Cree nannten ihn Manitou Sakhahigan – ‘Lake of the Spirit’), befindet sich das Lac St. Anne Reserve #133, mit ca. 61,75 km² das größte und bevölkerungsreichste Reservat der First Nation, das zweitgrößte Reservat Alexis Whitecourt #232, ca. 13 km nordwestlich von Whitecourt, umfasst 35,44 km², Reservate: Alexis Lac St. Anne #133, Alexis Cardinal River #234, Alexis Elk River #233, Alexis Whitecourt #232, Population: 1.789)
- Paul First Nation[17] (auch Paul (Indian) Band oder Paul’s Band bezeichnet, als Häuptling Arannazhi / Alexis den Treaty 6 1877 unterzeichnete, siedelte die Hälfte von Arannazhi / Alexis Band unter der Führung des Unterhäuptlings Peter Ironhead am Ostufer des Wabamun Lake, diese Gruppe wurde von der Regierung später als eigenständige Band anerkannt, die Gruppe unter Arannazhi / Alexis entwickelte sich zur heutigen Alexis First Nation, 1887 starb Peter Ironhead und Paul folgte diesem als Häuptling nach und führte die Band in den ersten kritischen Jahren auf dem Reservat, daher wurde diese letztlich nach ihm benannt,[18] die First Nation besteht aus Wood Stoney, Woodland Cree sowie Nachfahren von Daneẕaa und Irokesen, das Hauptreservat Wabamun #133A befindet sich ca. 87 km westlich von Edmonton, das zweitgrößte Wabamun #133B ca. 100 km südwestlich von Edmonton, beide liegen entlang des Ostufers des Wabamun Lake (Wabamun ist ein Cree-Wort und bedeutet: „Spiegel“, vormals: White Whale Lake genannt), das dritte und kleinste Reservat ist nach der Spanischen Grippe (1918–1920) fast unbewohnt, Verwaltungssitz ist Duffield, Alberta, Reservate: Wabamun #133A, #133B, Buck Lake #133C, Population: 1.981)

Mountain Stoney
- Stoney Nakoda First Nation[19]  (das Hauptreservat namens Stoney Nakoda Nation Reserve (auch als Morley Reserve bezeichnet – umfasst: Stoney (Morley) #142-143-144, Stoney #142B) liegt am Bow River zwischen Calgary und Banff, der Verwaltungssitz ist Morley, Reservate: Stoney (Morley) #142-143-144, Stoney #142B, Big Horn #144A, Eden Valley Reservat #216, Population gesamt: 5.167)
  - Wesley First Nation[20] (das Big Horn Reservat #144A, nahe Nordegg, ca. 265 km nordwestlich von Morley sowie südlich der Kootenay Plains, wird hauptsächlich von Mitgliedern der Wesley First Nation bewohnt, die 1892 von Hauptreservat sich hier ansiedelten, daher auch als Big Hom Band bekannt,[21] traditionell siedelten hier die nördlichen Clans der Mountain Stoney, die Stoney nennen es Kiska Wa-ptadn – ‘Big Horn River’,[22] Population: 1.696)
  - Chiniki First Nation[23] (leben meist im Stoney Nakoda Nation Reserve, traditionell siedelten die meisten Clans der Mountain Stoney hier, die Stoney nennen es Mĩnĩ θnĩ Wa-pta – ‘Cold Water River’, Population: 1.706)
  - Bearspaw First Nation (leben meist im Eden Valley Reservat #216, westlich von Longview, ca. 120 km südlich von Morley sowie südlich von Calgary, die Mehrheit der Bearspaw First Nation hatte im Ersten Weltkrieg das Hauptreservat in Morley verlassen um hier Arbeit zu finden, das Reservat wurde 1947 offiziell bewilligt, daher auch als Pekisko Band oder Eden Valley Band bekannt, traditionell siedelten hier die südlichen Clans der Mountain Stoney, die Stoney nennen es Ga-hna – ‘Along the Foothills’, Population: 1.765)

Der größte Teil der Sharphead's band, ursprünglich beheimatet in den Kootenay Plains (die Stoney nannten dieses fruchtbare, geschützte und wildreiche Gebiet Kadonnha Tinda oder Ke-don-Ne-Ha Tin-Da – ‘Plains (Grasebene) der Winde’), ließen sich zunächst am Pigeon Lake nieder, mussten jedoch 1883, als das Fischen sie nicht mehr ernähren konnte, in ein Reservat am Wolf Creek südlich der heutigen Stadt Ponoka umsiedeln. Drei Jahre später erlitten sie schwere Verluste durch die Masern, 1889 und 1890 wurden sie nochmals durch eine Influenza-Epidemie bis auf eine Handvoll dezimiert. Daraufhin wurde ihr Reservat geschlossen, ca. 70 der Überlebenden schlossen sich in den Jahren 1890–1892 der Paul First Nation an und ließen sich unter Führung von Old Man Rain im Buck Lake Indian Reserve #133C nieder. Jedoch wütete die Spanische Grippe (1918–1920) unter ihnen so stark, dass sie das Reservat aufgeben mussten und letztendlich in die Reservate rund um Wabamun Lake zogen und ihre Identität als eigenständige Gruppe verloren.
Einige wenige, darunter auch Sharphead selbst, waren jedoch weiter gezogen und hatten sich 1896 der Wesley First Nation, einer der drei First Nations der heutigen Stoney Nakoda First Nation, angeschlossen.
Zur Sicherung ihrer wirtschaftlichen Zukunft plant die Stoney Nakoda Nation derzeit (Stand 2006) den Bau eines Spielkasinos, der jedoch innerhalb des Stammes umstritten ist.

## Sprache der Stoney
Die Sprache der Stoney wird als Isga l'abi oder Isga Owawabi (engl.: meist Stoney) bezeichnet, und gehört zusammen mit der Sprache der Assiniboine, zum Nakoda-Dialekt der Sioux-Sprachen. Sie unterteilt sich in drei Dialekte, das Alexis First Nation, Paul First Nation sowie das Nakota Nation (‘Morley’). Sie ist im Aussterben begriffen und wird von unter 35-Jährigen kaum noch flüssig gesprochen (Stand 2006). Es gibt Bemühungen, sie am Leben zu erhalten.

## Häuptlinge der Stoney
- Arannazhi (Aranaji – „Stands on the Hill“, besser bekannt als Alexis, auch: Nabe Tusahan – „Cut-off hand“, oder unter den Cree-Namen: Kees-Kees-Chee-Chi/Keeskeecheechi und Kiski Chichi), Häuptling der nordwestlichen Band der „Wood Stoney“ oder Alexis' band, (unterzeichnete 1877 eine Erweiterung des Treaty 6 für die Stoney-Gruppen entlang des North Saskatchewan River, Pembina River sowie Athabasca River, 1880 wurde das Alexis-Reserve (No. 133) am Ufer des für die Stoney heiligen Lac Ste. Anne (die Stoney nannten ihn Waka Mne – ‘God's Lake’) errichtet, bis in die 1950er und 1960er nutzten weiterhin die Stoney ihre traditionellen Jagdgebiete und in Whitecourt, Cynthia sowie in den Rocky Mountain Foothills, wobei sie während der Jagdzeit Fallen stellten und in Holzfällercamps arbeiteten, 1995 wurden wegen des vertraglich zugesicherten Landanspruchs der Stoney drei weitere Satelliten-Reservate, das Alexis' Whitecourt (No. 232), Elk River (No. 233) sowie Cardinal River (No. 234), errichtet)
- Chiniquay (Che-ne-ka, besser bekannt als Chiniki, nach der Übernahme des Christentums auch John Chiniquay), Häuptling der mittleren/zentralen Band der „Mountain Stoney“ oder Chiniki's band, (* um 1834) als Sohn einer Cree-Mutter und vermutlich eines Métis-Vaters, lebte er als Kind entlang des Red Deer River bei Rocky / Mountain Cree oder Asini Wachi Wi Iniwak unter der Führung von Maskepetoon (Maski Pitonew – ‘Broken Arm’, ‘Crooked Arm’, später ‘Peacemaker’ genannt). Hier bekam er auch den Namen John durch einen Missionar. Chiniquay verließ die Asini Wachi Wi Iniwak und schloss sich einer Gruppe von Mountain Stoney an, heiratete die Schwester von Häuptling Ozîja Thiha (‘Bearspaw’). Bekannt sowohl als erfolgreicher Jäger und Fallensteller als auch als Friedensstifter und Führer unter den Stoney, wurde er ab ca. 1850 Häuptling der mittleren/zentralen Band der „Mountain Stoney“. Als 1873 Methodisten eine Mission am Bow River in Morleyville (nahe Morley) errichteten, wurde Chiniquay ein überzeugter Christ. Im September 1877 unterzeichneten Stämme aus ganz Süd-Alberta – Siksika, Kainai, Piegan, Sarcee und Stoney – in Blackfoot Crossing den Treaty 7.[27] Den Stoney wurde ein Reservat, vage definiert als in der Nähe von Morleyville liegend, zugesagt, wobei diese Region nicht das Gebiet der nördlichen Gruppe der Mountain Stoney umfasste. Zudem wurde verlangt, dass die Stoney Farmer würden. 1879 sollten die Grenzen des Reservats festgelegt werden, doch von den drei Stoney-Häuptlingen war nur Chiniquay anwesend. Der Boden war ungeeignet für Ackerbau, so dass die Stoney weiterhin jagen mussten, was sie in Konflikt um die schwindenden Ressourcen mit den Kutenai brachte. 1893 legte Chiniquay als Repräsentant der Stoney beim Treffen mit Kutenai in Golden, British Columbia, eine Grenze der Jagdgründe entlang der kontinentalen Wasserscheide fest. Chiniquay war der am längsten amtierende Häuptling seiner Gruppe, († 1906 im Stoney Nakoda Nation Reservat, Morley, Alberta)[28]
- Ozîja Thiha (in Assiniboine: O Sincha Stia, beides: ‘Bärentatze’, in Cree: Mas-gwa-ah-sid bzw. Maskwaahsid,  besser bekannt als Bearspaw, nach der Übernahme des Christentums auch Jacob Bearspaw), Häuptling der südlichen Band der „Mountain Stoney“ oder Bearspaw's band, (* um 1837, in den fortwährenden Kämpfen gegen ihre traditionellen Feinde im Osten, die Blackfoot, erwarb sich Bearspaw den Ruf eines grimmigen und kühnen Kriegers – er hätte nie die Chance ausgelassen, einen Blackfoot zu töten,[29] der vorherige Häuptling, ein Verwandter von Bearspaw, überging seine Söhne, und wählte Bearspaw als Nachfolger, da die Stoney mit Methodisten seit den 1840er Jahren in Kontakt standen, bat Bearspaw Pastor John Chantler McDougall und seinen Vater, George Millward McDougall, eine Mission 1873 zu errichten, als die kanadische Regierung 1877 den Treaty 7 mit den Stämmen Süd-Albertas verhandelte, eilte Bearspaw von Chief Mountain, Montana, dem südlichen Teil des traditionellen Jagdgebietes, nach Norden, um zusammen mit einer Delegation zweier anderer Stoney-Häuptlingen, Chiniquay und  Ki-chi-pwot (‘Jacob Goodstoney’ oder ‘Big Stony’), sowie fünf Beratern, in Blackfoot Crossing an den Verhandlungen teilzunehmen, angeblich unterzeichnete Bearspaw als Erster den Vertrag, da aber das zugesprochene Reservat sehr klein und zudem nicht die Gebiete der nördlichen Mountain Stoney umfasste, gab es immer wieder Probleme und Versuche seitens Bearspaw, zusammen mit andeerne Stoney-Häuptlingen, die kanadische Regierung um Erweiterung des Reservats zu bitten, als die Nordwest-Rebellion 1885 unter den Métis, Plains Cree, Plains Ojibwa und Assiniboine ausbrach, stellte Bearspaw und die anderen Stoney-Häuptlinge ihre Krieger der kanadischen Armee als Scouts zur Verfügung, † 1903 evtl. nahe Morley)[30]
- Ki-chi-pwot / Kichi Pwat (Cree-Name mit der Bedeutung etwa: Big Stony oder Good Stony, daher im Englischen meist als Goodstoney bekannt, Stoney-Nakota-Name: Toghapa, nach der Übernahme des Christentums auch Jacob Goodstoney), Häuptling der nördlichen Band der „Mountain Stoney“ oder Goodstoney´s Band, (* 1820er in der Nähe des Brazeau River im südlichen Alberta, wurde er traditioneller und durch seine Abstammung Häuptling der nördlichsten Band der „Mountain Stoney“, war in seiner Jugend bekannt als Krieger, so wurde er später als Friedensstifter berühmt, wegen seiner Freundschaft mit den Missionaren Robert Rundle und John McDougall, konvertierte Goodstoney, genauso wie viele andere Stoney auch, zum Christentum und nannte sich fortan Jacob Goodstoney, die Stoney waren die ersten unter den Stämmen, die den Treaty 7 akzeptierten, nach Unterzeichnung des Vertrags musste Goodstoney die Spaltung seiner Stammesgruppe zwischen Traditionalisten, die gegen ein Leben im Reservat waren und solchen, die sich dem neuen Leben im Reservat anpassen wollten, zu verhindern suchen. Da das Reservat für die Stoney, das zudem nicht das Stammesterritorium der nördlichen Gruppe unter Goodstoney umfasste, schlechtes Ackerland umfasste, war der Übergang von Jagen und Fallenstellen zum Ackerbau extrem frustrierend für die Stoney. Goodstoney starb 1885 im Stoney Nakoda Nation Reservat, Morley, Alberta)[31]
- Tatanga Mani (Walking Buffalo/Gehender Büffel, mit christlichem Namen George McLean), Häuptling der Bearspaw First Nation, Aktivist der Friedens- und frühen Umweltbewegung, Philosoph und angesehener Vertreter der indianischen Nationen; * 20. März 1870 im Bow River Valley bei Morley; † 27. Dezember 1967 in Banff. Von seinen Großmüttern bis zum sechsten Lebensjahr noch auf freiem Stoney-Land erzogen, 1881 vom methodistischen Missionar John MacLean adoptiert und auf  drei Residential Schools mit rigorosen Mitteln eurokanadisch erzogen. Tatanga Mani erfuhr dabei tiefe Einblicke in die Denkweise der Weißen, blieb dabei jedoch dem Weltbild seines Volkes verhaftet. Nach der Rückkehr auf das Reservat von 1907 bis 1916 Ratsmitglied und von 1920 bis 1935 Häuptling; danach weiterhin politisch aktiv, u. a. in der neu gegründeten Indian Association of Alberta. Weltweit bekannt wurde Walking Buffalo durch seinen Einsatz als Botschafter für die Organisation Initiativen der Veränderung (IofC, vormals Moral Re-Armament), für deren Anliegen einer positiveren Entwicklung der Welt durch eine moralischere Lebensweise der Menschen er 1959/60 sieben Monate lang 18 verschiedene Länder besuchte, um dort entsprechende Vorträge für den Weltfrieden, Umwelt- und Menschenschutz zu halten. Obwohl die IofC eine christliche Bewegung ist, trat Walking Buffalo stets in der Aufmachung des Stoney-Häuptlings auf und beurteilte die moderne Welt vor dem Hintergrund seiner traditionellen Kultur und seiner eigenen Erfahrungen, die vom Leben der nomadischen Bisonjäger über den erzwungenen Kulturwandel bis zum beginnenden Raumfahrtzeitalter reichten.[32]